# کاروانسرای سنگی شریف‌آباد
کاروانسرای سنگی شریف‌آباد مربوط به دوره صفوی است و در شهرستان شاهرود، ۴۰ کیلومتری شمال شرقی میامی واقع شده و این اثر در تاریخ ۱۶ آبان ۱۳۷۹ با شمارهٔ ثبت ۲۸۴۷ به‌عنوان یکی از آثار ملی ایران به ثبت رسیده است.